# Diecezja Malolos
Diecezja Malolos, diecezja rzymskokatolicka na Filipinach. Powstała 25 listopada 1961 z terenu archidiecezji Manili.

## Lista biskupów
- Manuel Platon Del Rosario (1965-1977)
- Cirilo Almario (1977-1996)
- Rolando Tirona, O.C.D. (1996-2003)
- José Francisco Oliveros (2004-2018)
- Dennis Villarojo (od 2019)